# Александровка-2 (Смоленская область)
Алекса́ндровка-2— деревня в Смоленской области России, в Рославльском районе. Население — 3 жителя (2007 год). Расположена в южной части области в 32,6 к северо-востоку от Рославля, в 2 км к югу от автодороги А101 Москва — Варшава («Старая Польская» или «Варшавка»), на правом берегу реки Десна. Входит в состав Екимовичского сельского поселения.

## История
В деревне находится один из первых в Смоленской области гидрологический пост на реке Десна. Действует по настоящее время